# Lijst van burgemeesters van Gendringen
Dit is een lijst van burgemeesters van de voormalige Nederlandse gemeente Gendringen tot die op 1 januari 2005 fuseerde met de gemeente Wisch tot de nieuwe gemeente Oude IJsselstreek.
| Ambtsperiode | Naam burgemeester                                         | Partij of stroming | Bijzonderheden |
| ------------ | --------------------------------------------------------- | ------------------ | -------------- |
| 1811 - 1822  | Johan Leopold de Haes                                     |                    | maire/schout   |
| 1822 - 1830  | Frederik Willem Jacob de Haes                             |                    |                |
| 1831 - 1863  | Daniël Lodewijk van Woelderen                             |                    |                |
| 1863 - 1889  | Jacob Willem van de Laar                                  |                    |                |
| 1898 - 1905  | jhr. August Ernest Marie Bruno van Grotenhuis van Onstein |                    |                |
| 1905 - 1920  | Wilhelm Jan Jacob Anton Barendtszen                       |                    |                |
| 1921         | Arnout Stoot                                              |                    |                |
| 1922 - 1944  | Jan Jacob Antoon Marie Beaumont                           |                    |                |
| 1944 - 1945? | W. Klarenbeek                                             | NSB                |                |
| 1945? - 1946 | Jan Jacob Antoon Marie Beaumont                           |                    |                |
| 1946 - 1957  | Adriaan (A.G.) Delen                                      |                    |                |
| 1958 - 1977  | P.J. Cramwinckel                                          | KVP                |                |
| 1977 - 1992  | Ton (A.J.A.) Janssen                                      | KVP / CDA          |                |
| 1992 - 2002  | Louis (L.H.J.) Peters                                     | CDA                |                |
| 2002 - 2005  | Herman (H.J.M.) Kemperman                                 | CDA                | waarnemend     |